# Figueira
As figueiras, também conhecidas como fícus, são plantas, geralmente árvores, do gênero Ficus, da família Moraceae. Há cerca de 755 espécies de figueiras no mundo, especialmente em regiões de clima tropical e subtropical e onde haja presença de água. O gênero Ficus é um dos maiores do Reino Vegetal.
As figueiras podem crescer de forma enérgica e por isso não é indicado que se cultivem figueiras de grande porte perto de casas, pois o crescimento de suas raízes têm a capacidade de deformar as paredes das residências.
Por fornecerem alimentos a aves, símios, morcegos e outros animais dispersores de sementes, têm importância na preservação das vegetações nativas tropicais e subtropicais. Os figos caídos no solo e na água servem também de alimentos a vários outros animais, incluindo peixes e insetos.

## Morfologia
As figueiras são normalmente árvores, embora algumas espécies não cresçam muito e permaneçam como arbustos. Outras são trepadeiras, como o  Ficus pumila, havendo ainda espécies rasteiras. Em todos os casos são plantas lenhosas, muitas com caule de forma irregular ou escultural, com raizes adventícias e superficiais. As folhas são alternas, usualmente providas de látex. Nas extremidades dos galhos ocorrem estípulas. As flores são diminutas, unissexuais, reunidas em inflorescências especiais denominadas sicónios, que consistem em um receptáculo fechado, com as flores inseridas no lado de dentro, e um orifício de saída no ápice, ou ostíolo. A expressão sicónio tem origem no nome de figo em grego (sykon). Os frutos são aquênios que amadurecem dentro do próprio sicónio, formando, por consequência, uma infrutescência.
As principais diferenças entre as espécies referem-se ao porte, forma do caule, forma, textura e consistência das folhas, cor, textura e forma dos sicónios. Há quatro subgêneros de Ficus separados entre si por características microscópicas em suas pequenas flores ou pela ocorrência de plantas dióicas (hermafroditas e femininas) ou de monóicas (hermafroditas). Outros autores(Berg, C.C. 2005) propõem 6 subgêneros: Pharmacosycea, Urostigma, Sycomorus, Ficus, Sycidium, e Synoecia.

## Reprodução

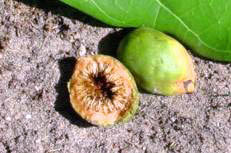
Sincônio de Ficus lyrata em fase madura de floração.

As figueiras possuem um dos sistemas de reprodução mais curiosos da natureza. Suas flores, encerradas nos sicónios, não têm contato direto com o ambiente externo, de forma que o pólen não pode ser transferido de uma planta a outra espontaneamente.
Há uma série de espécies de vespas polinizadoras minúsculas que se aproveitam da proteção do sicónio para depositar seus ovos. Elas procuram sicónios cujas flores femininas estejam maduras, e depositam seus ovos em seus ovários. As larvas, ao eclodirem, se alimentam dos tecidos internos do sicónio. Quando atingem a fase adulta, os machos fecundam as fêmeas e, mais tarde, morrem, sem saírem dos figos, pois somente as vespas femininas são aladas. As fêmeas então procuram sair pelo ostíolo, passando pelas paredes internas do sicónio. Neste momento as flores masculinas estão maduras, de modo que as fêmeas são impregnadas de pólen, antes destas abandonarem os figos. As fêmeas então repetirão o ciclo de vida, procurando um sicónio com flores femininas para depositar seus ovos, e ao mesmo tempo fertilizar as flores femininas maduras com o pólen trazido do sicónio onde nasceram. As sementes, necessárias à propagação das figueiras, serão formadas a partir das flores polinizadas.
Quanto ao tipo de reprodução, existem dois tipos de figueiras, as monóicas e as dióicas.
As monóicas produzem figos com flores masculinas e femininas de estilete curto e longo. Nas flores femininas de estilete curto, crescem as larvas das vespas, e nas femininas de estilete longo, são formadas as sementes. Todas as figueiras nativas do continente americano são monóicas.
As figueiras dióicas se apresentam com dois tipos de plantas: as masculinas e as femininas. As plantas masculinas produzem figos que contêm as flores femininas de estile curto, onde as vespas machos e fêmeas crescem, e as flores masculinas, de onde é coletado o pólen. Os sicónios das plantas masculinas são designados por caprifigos. As plantas femininas produzem figos que possuem flores femininas de estilete longo, onde as sementes se formam, e também flores masculinas estéreis.
As figueiras da espécie Ficus carica, onde crescem os figos comestíveis, são dióicas. Os figos comestíveis crescem nas plantas femininas, já que os caprifigos não são saborosos.
No Brasil são cultivadas somente as figueiras femininas da espécie Ficus carica, por isso a reprodução destas figueiras é feita por meio de estacas, já que os figos cultivados não possuem sementes. Os figos  crescem neste caso por um processo biológico designado por partenocarpia. Na Europa e do Oriente Médio vários figueirais da espécie Ficus carica são cultivados sob a presença da vespa polinizadora e os figos comestíveis cultivados podem conter sementes viáveis. Para que os figos sejam polinizados, levam-se figos masculinos, de onde saem as vespas polinizadoras, aos figueirais. Este processo de cultivo é designado de caprificação. Os figos secos importados da Turquia são cultivados desta forma.

## História

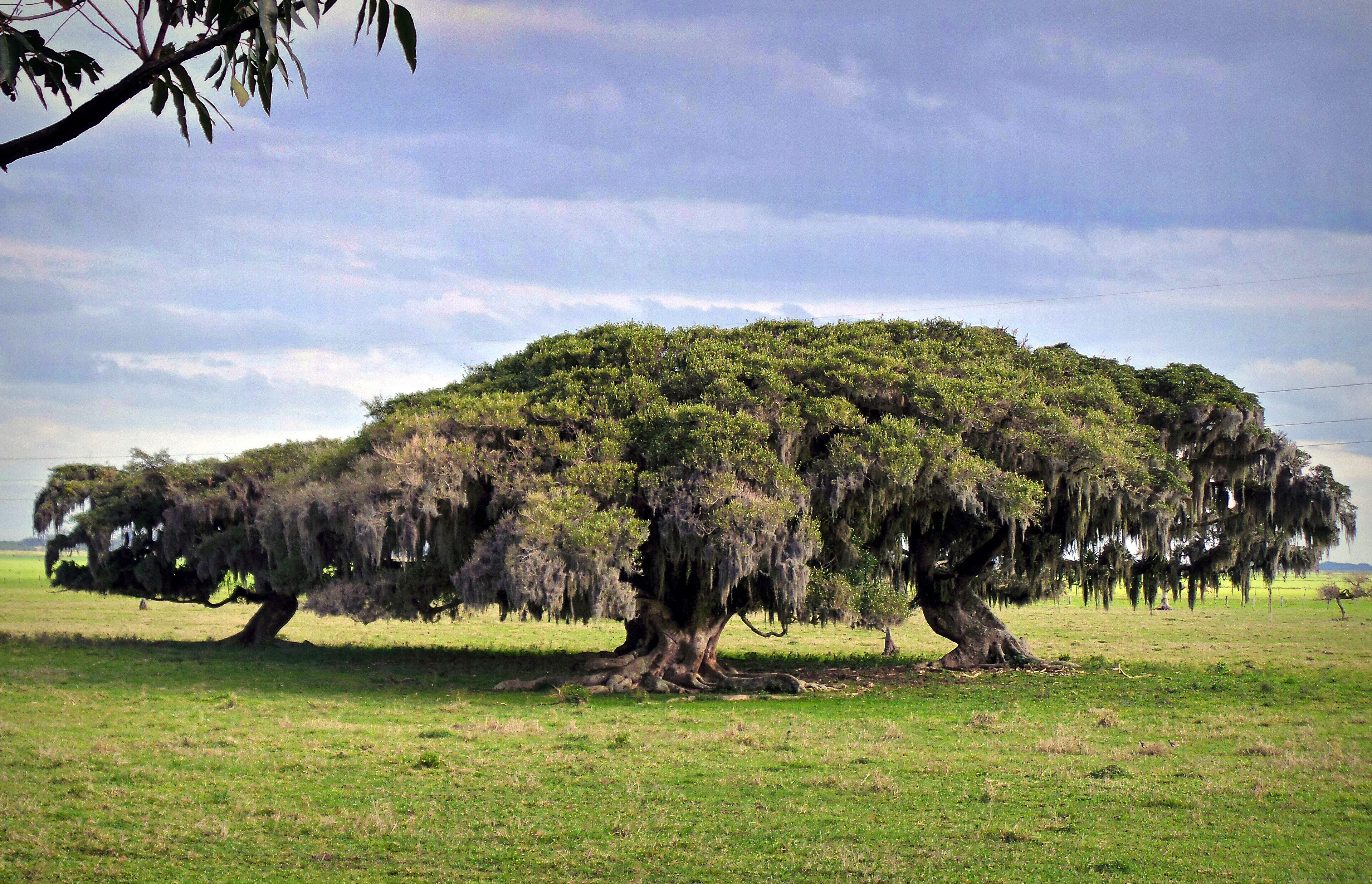
Figueiras (Ficus organensis)

As figueiras ocorrem em todos os continentes, com exceção da Antártica.
A figueira do figo comestível (Ficus carica) é a primeira planta descrita na Bíblia, quando Adão se veste com suas folhas, ao notar que está nu. A origem da espécie parece ser do Oriente Médio.
O figo comestível era cultivado em todas as civilizações do Mediterrâneo na antiguidade, incluindo os povos egípcios, judeus, gregos e romanos. O figo comestível tinha a vantagem de poder ser secado e se manter adequado à alimentação durante meses. Para atravessar o deserto, os povos antigos do Oriente Médio e norte da África utilizavam frutas secas, entre elas o figo, ricas em nutrientes e fáceis de conservar.
Como as espécies ocorrem nos continentes americano, africano, asiático, na Europa e na Oceania existem várias tradições culturais dos povos destes continentes, incluindo tradições religiosas, que tratam de figueiras.
O figo é considerado um fruto sagrado para os judeus. Ele faz parte dos sete alimentos que crescem na Terra Prometida, segundo a Torá (Deut. 8), o Antigo Testamento dos cristãos. São eles: trigo, cevada, uva, figo, romã, oliva e tâmara (representando o mel).
Para os budistas, a figueira Ficus religiosa é venerada pois, debaixo de uma delas, Buda teria alcançado a sua revelação religiosa.
Na Grécia antiga, o figo era considerado um importante alimento e a sua exportação era proibida.
A descoberta, por arqueólogos israelenses, de que o figo já era cultivado na Cisjordânia há 11 400 anos demonstra que, desde o neolítico, o figo é ingrediente importante no farnel de muitas civilizações, especialmente o figo seco, pois era conservado e armazenado para consumo em épocas adversas, como o inverno.
No Egito antigo, o figo era o alimento usado para a engorda do ganso para a produção do foie gras (o fígado de ganso gordo). Ainda no Egito, ele era também utilizado no preparo de pães artísticos, acrescentados à massa. Na Roma antiga, a técnica de engorda do ganso foi introduzida por Marco Gávio Apício (gastrónomo romano do século I d.C.). Ao lado do queijo e da cevada, o figo tinha um papel de destaque na Grécia antiga, principalmente em Esparta.
Os maias e os astecas utilizavam a casca de figueiras nativas da região para produzir o papel utilizado nos seus livros sagrados.

## Cultivo
As figueiras podem ser cultivadas de duas formas principais: por semeadura e por estaquia.
O cultivo por semeadura pode ser feito no caso de se obter sementes viáveis de figos. Isto ocorre quase sempre nos locais onde a figueira é nativa.
O cultivo por estaquia é empregado no cultivo de figueiras da espécia Ficus carica no Brasil e também quando não se dispõe de sementes da espécie.

## Espécies de figueiras mais populares
- a F. insipida, também conhecida como quaxinduba, quaxinguba, gameleira e figueira-brava, é uma árvore de matas úmidas. Apresenta folhas coriáceas e seiva com propriedades vermicidas.[7]

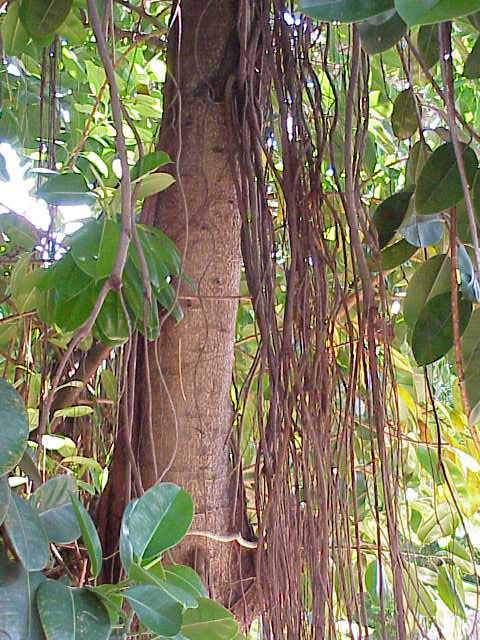
Ficus elastica

- a F. elastica é uma das árvores tropicais mais cultivadas do mundo. Nativa da Índia, é uma árvore de porte imponente, cujo caule, raízes e tamanho das folhas podem se apresentar de maneiras diferentes, de acordo com a variedade e as condições de cultivo. Normalmente, produzem muitas raízes adventícias que, ao alcançar o solo, engrossam-se como verdadeiros troncos auxiliares. Algumas pessoas usam seu látex como bronzeador. Na verdade, este látex é extremamente tóxico e, exposto ao sol, destrói a pele (o efeito de "bronzeamento", na verdade, é consequência da morte do tecido). A exposição prolongada ainda pode causar problemas sérios. Ela não deve ser cultivada em passeios ou jardins confinados, devido ao seu porte.

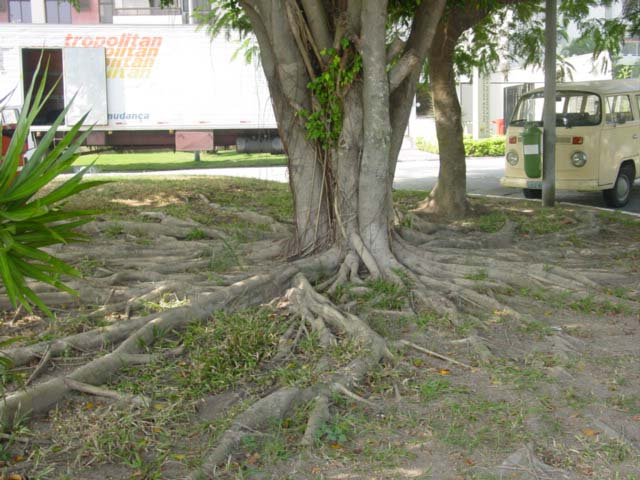
Raízes superficiais de Ficus benjamina

- a F. benjamina e a F. retusa são chamadas, popularmente, fícus-benjamim, figueira-benjamim ou, simplesmente, figueira. São originárias da Malásia.[1] São cultivadas por sua folhagem brilhante e delicada. É comum vê-las em vasos, com porte baixo e copa podada, mas é uma planta que pode ultrapassar os vinte metros de altura e suas raízes podem destruir muros e pavimentos com facilidade. No Brasil, é cultivada, por exemplo, na Praia de Botafogo, no Rio de Janeiro.
- a F. microcarpa é outra espécie indiana introduzida no Brasil como ornamental. Ao contrário das outras figueiras exóticas, ela conseguiu se reproduzir no Brasil, a partir da décadas de 1970 e 1980. Ou as vespas nativas brasileiras se adaptaram, ou vespas asiáticas, vindas da Ásia a partir do Havaí e do território continental dos Estados Unidos, conseguiram se reproduzir no Brasil e efetuar a polinização de suas flores. Atualmente, se reproduz espontaneamente e é propagada por pássaros. Suas sementes germinam em rachaduras de construções, pontes, tetos, muros e calçadas. Esta espécie cresce tanto quanto a figueira-benjamim e, por isso, deve ser cultivada em áreas amplas de parques. Na Praça da República, no Rio de Janeiro, crescem inúmeras figueiras centenárias desta espécie.
- F. carica ou figueira-comum, é a árvore que produz os figos comestíveis. Nativa do Oriente Médio e do Mediterrâneo, seus frutos são consumidos desde a antiguidade. Foi uma das primeiras plantas cultivadas pelo homem. São popularmente consumidos in natura, em compotas e doces. Esta figueira é citada na Bíblia, quando Adão se cobre com suas folhas, ao notar que está nu.
- F. pumila, ou unha-de-gato, falsa-hera, ou figueira-trepadeira, é muito apreciada como ornamental. Possui raízes adventícias pequenas que se prendem a qualquer superfície, permitindo que a planta cresça sobre muros.

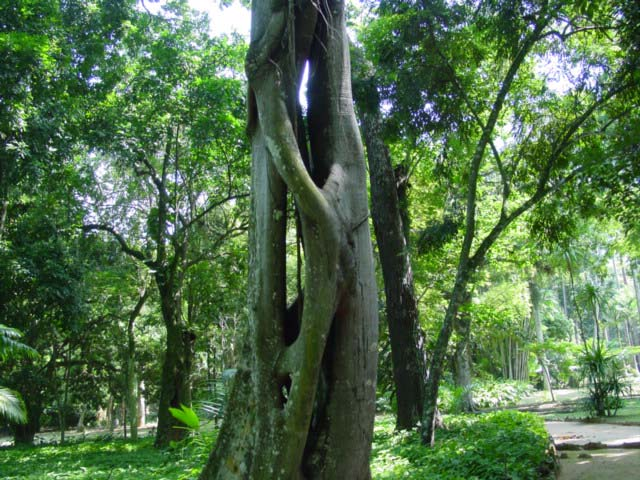
Caule estrangulador de Ficus clusiifolia

- F. clusiifolia, ou figueira-vermelha, nativa do Brasil, é uma das que se comportam como "estranguladoras". Ocasionalmente, germinam sobre outras árvores, e crescem como epífitas até que suas raízes alcancem o solo. Então as raízes engrossam, crescem em volta da árvore hospedeira, até que a figueira a sufoca por cintamento ou compete com a planta hospedeira na absorção de água do solo, que acaba morrendo. Seus frutos são vermelhos, pequenos, mas saborosos.
- F. gomelleira, ou gameleira-branca, é nativa do centro-sul do Brasil e cultivada por propriedades medicinais.
- a F. benghalensis é nativa da Índia, possui raízes adventícias monumentais, por vezes crescendo mais lateralmente do que em altura. Em seu país de origem, há feiras e salas de aula construídas em meio às suas raízes.

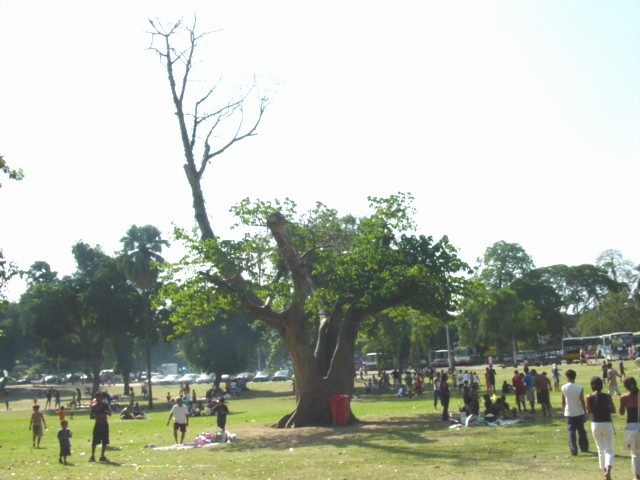
F. sycomorus grande mas debilitado na Quinta da Boa Vista, no Rio de Janeiro

- a F. sycomorus é nativa do Oriente Médio, possui tronco forte, de grande circunferência. É provavelmente a árvore citada na Bíblia, no livro de Lucas, quando Zaqueu teria subido numa árvore desta espécie para ver a chegada de Jesus a Jericó.[8] Os sarcófagos de madeira dos antigos faraós eram feitos com madeira desta planta.
- a F. glabra é nativa da Região Sudeste do Brasil. É uma figueira de porte gigantesco, com crescimento muito rápido. É adequada para criar sombra em parques ou jardins com áreas extensas. É encontrada nas matas da Floresta da Tijuca, no Rio de Janeiro.
- a F. religiosa, ou figueira-dos-pagodes,[9] é nativa da Índia. Suas folhas apresentam extremidades pontiagudas. É a figueira sagrada para os budistas, pois, sob uma delas, Buda teria alcançado o despertar espiritual. Ela é cultivada no Rio de Janeiro ao longo do Canal do Mangue. Também está presente nesta cidade no Largo do Machado, nos jardins do Museu da República e ao longo do canal da Avenida Visconde de Albuquerque, no Leblon.

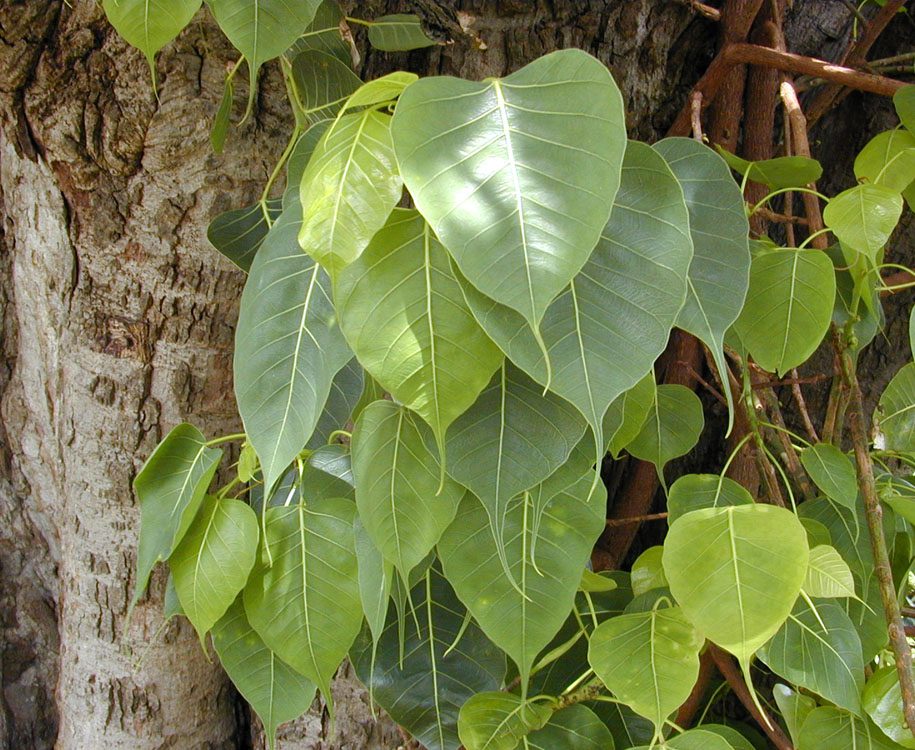
Ficus religiosa

- a F. lyrata, conhecida popularmente como figueira-lira ou ficus-lira, possui folhas grandes na forma de uma lira. É de origem africana. Várias árvores desta espécie são cultivadas na Praia de Botafogo, no Rio de Janeiro.
- F. organensis, gameleira-brava. É uma figueira de folhas pequenas, que ocorre com frequência na costa do Rio Grande do Sul.
- F. cestrifolia, conhecida simplesmente como "figueira" em Porto Alegre.[10]

## Classificação do gênero
| Sistema | Classificação                     | Referência               |
| ------- | --------------------------------- | ------------------------ |
| Linné   | Classe Polygamia, ordem Polyoecia | Species plantarum (1753) |
| Linné   | Classe Polygamia, ordem Trioecia  | Genera plantarum (1754)  |